# Raiffeisen Bausparkasse
Die Raiffeisen Bausparkasse ist das Spezialinstitut der Raiffeisen Bankengruppe für die Wohnbaufinanzierung. Seit ihrer Gründung 1961 stellte das Unternehmen mehr als € 30 Milliarden an Finanzierungsleistung zur Verfügung, damit wurden mehr als 500.000 Wohneinheiten in Österreich realisiert und Wohnraum für 1,2 Millionen Menschen geschaffen. Derzeit sind 1,3 Millionen Sparer und Darlehensnehmer Kunden der Raiffeisen Bausparkasse.

## Geschichte
1961 übernahm Raiffeisen die kleinste österreichische Bausparkasse „Dein Heim“ und trat danach unter dem Namen Raiffeisen Bausparkasse auf. In den nächsten Jahrzehnten – 1973 wurde die Bausparprämie eingeführt – entwickelte sich Bausparen zu einer der beliebtesten Sparformen. Heute hat die Raiffeisen Bausparkasse 1,3 Millionen Kunden in Österreich.

## Kennzahlen 2022
- Vertragsbestand =  1.432.000 Stück
- Neuabschlüsse = 199.680 Stück
- Ausleihungen = 8.587,4 Millionen Euro
- Finanzierungsleistung = 2.120,8 Millionen Euro
- Bilanzsumme (nach UGB) = 9.424,7 Millionen Euro

Quelle:

## Auslandsbeteiligungen
Die Raiffeisen Bausparkasse unterhält Beteiligungen bei folgenden Unternehmen:
- Prvá stavebná sporitel'na, a.s.[3]